# Deslocamento libanês durante a Guerra Israel–Hezbollah
O deslocamento libanês durante a Guerra Israel–Hezbollah refere-se aos cidadãos e residentes permanentes do Líbano que fugiram da nação ou foram deslocados internamente desde a escalada das tensões entre Israel e o Hezbollah a partir de 2023, e especialmente durante e após os ataques de setembro de 2024 no sul do Líbano e no Vale do Beqaa. Em 25 de setembro de 2024, as autoridades libanesas relataram que quase 500.000 pessoas foram deslocadas devido aos ataques.

## Contexto
Um dia após o Hamas lançar seus ataques de 7 de outubro de 2023 contra Israel, o Hezbollah se juntou ao conflito, citando apoio aos palestinos, disparando contra as Fazendas de Shebaa, Safed, Nahariya, e outras posições militares israelenses. Desde então, o Hezbollah e Israel têm se envolvido em confrontos militares transfronteiriços que deslocaram comunidades inteiras em Israel e no Líbano, com danos significativos a edifícios e terras ao longo da fronteira.
A partir de 23 de setembro de 2024, Israel conduziu cerca de 1.500 ataques às posições do Hezbollah no Líbano, em uma operação com o codinome Northern Arrows (em português: 'Flechas do Norte' ou 'Setas do Norte'). As regiões-alvo incluíam o sul do Líbano, o Vale do Beqaa e os subúrbios de Beirute. De acordo com o Ministério da Saúde do Líbano, esses ataques israelenses mataram pelo menos 700 pessoas - incluindo 50 crianças, 94 mulheres e 4 médicos - e feriram pelo menos 1.835. Os ataques foram o incidente mais mortal no Líbano desde o fim da Guerra Civil Libanesa de 1975-1990.

## Deslocamento

### 2023
Como resultado dos bombardeios israelenses de 7 de outubro de 2023 até antes dos ataques de 23 de setembro de 2024, mais de 111.000 civis no Líbano foram deslocados durante o curso do conflito renovado. Um relatório da Anistia Internacional divulgado em 16 de outubro de 2023 declarou que as Forças de Defesa de Israel dispararam bombas de fósforo branco em Dhayra, hospitalizando nove civis e incendiando casas, carros e outros pertences civis, forçando assim o deslocamento de civis nas zonas atacadas.
O Hezbollah interrompeu suas operações militares brevemente após o cessar-fogo temporário entre Israel e o Hamas entrar em vigor em 24 de novembro, o que levou as Forças de Defesa de Israel a interromper o bombardeio de alvos no sul do Líbano. Como resultado, muitos civis deslocados retornaram para suas casas em meio à calmaria.

### Setembro de 2024
Além das centenas de milhares de libaneses que já haviam sido deslocados desde outubro de 2023, foi relatado inicialmente que mais 90.000 foram deslocados imediatamente após os ataques de 23 de setembro. Naquele dia, os que fugiam do sul do Líbano ficaram presos no trânsito, pois viagens de duas horas se transformaram em viagens de um dia inteiro. Em 25 de setembro, o ministro das Relações Exteriores do Líbano, Abdallah Bou Habib, disse que quase 500.000 pessoas foram deslocadas devido aos ataques.

#### Deslocamento interno
Milhares de cidadãos libaneses deslocados se refugiaram em Beirute, especialmente no bairro de Hamra. O rápido e repentino fluxo de refugiados para a cidade resultou em um número significativo de hotéis e abrigos lotados, escassez localizada de suprimentos de alimentos e um "enorme congestionamento de trânsito" vindo do sul de Beirute. Muitas pessoas deslocadas em Beirute e Sidon dormiram em parques, em carros e ao longo da praia devido à maioria dos abrigos para deslocados estarem totalmente ocupados.

#### Síria
O Alto Comissariado das Nações Unidas para Refugiados (ACNUR) relatou que centenas de carros e ônibus civis tentando escapar do Líbano pela fronteira Líbano-Síria ficaram presos em filas que se estendiam por vários quilômetros. Além disso, relatou que muitos civis libaneses em grandes multidões que incluíam mulheres, crianças, bebês e feridos por ataques israelenses, chegaram à fronteira síria a pé, carregando o que podiam. Ao chegar à fronteira, muitos dos deslocados tiveram que esperar horas para receber ajuda essencial devido ao volume significativo de refugiados, com muitos tendo que esperar do lado de fora à noite em temperaturas frias. O comissário Filippo Grandi declarou que muitos dos recém-deslocados eram famílias que faziam parte dos 1,5 milhão de refugiados sírios deslocados da guerra civil síria para o Líbano, apenas para serem deslocados à força novamente devido aos severos bombardeios.
Muitos dos libaneses que chegaram à Síria se abrigaram em casas e apartamentos alugados, com alguns tendo pago o aluguel bem adiantado em caso de qualquer escalada repentina. Muitos libaneses escaparam para a Síria devido à proximidade com o Vale do Beqaa atacado, devido à sua travessia não exigir visto para cidadãos libaneses e devido ao baixo custo relativo do aluguel de imóveis na Síria em relação ao Líbano.
Diversos refugiados sírios no Líbano que foram deslocados novamente pelos ataques israelenses estavam apreensivos em regressar à Síria por receios de serem recrutados para o Exército Sírio, ou presos por acusações ou por ações reais favoráveis a oposição ao presidente da Síria Bashar al-Assad. Em resposta a isso, Assad notificou os cidadãos sírios de que eles receberiam uma anistia por quaisquer possíveis infrações cometidas antes de 22 de setembro de 2024, o que incluía aqueles que se esquivaram do recrutamento.

## Respostas
Em novembro de 2023, o Fundo Humanitário do Líbano implementou sua alocação de reserva de até quatro milhões de dólares em apoio aos seus parceiros para ajudar a socorrer civis libaneses que foram deslocados ou ficaram presos em zonas de conflito.
Em resposta aos ataques de 23 de setembro de 2024, duzentas e noventa escolas foram convertidas em abrigos. Devido ao fato de o governo libanês estar mal equipado para fornecer suprimentos ou pessoal, muitas organizações não governamentais, voluntários afiliados a partidos políticos e doadores individuais colaboraram na tentativa de atender as necessidades dos deslocados. O ACNUR declarou que aumentaria o apoio com base na crescente quantidade de pessoas deslocadas em necessidade e trabalharia com o Crescente Vermelho Árabe Sírio para fornecer alimentos, água, suprimentos essenciais e orientação aos refugiados nas passagens de fronteira para a Síria. Dina Darwiche, uma funcionária do ACNUR, foi morta junto com um de seus filhos em um ataque israelense em Beqaa.